# Dawn FM
Dawn FM és el cinquè àlbum d'estudi del cantautor canadenc The Weeknd (nom artístic de Abel Makkonen Tesfaye), publicat el 7 de gener del 2022 a través de XO i Republic Records. Va ser produït principalment per ell mateix i el productor Oneohtrix Point Never, a més de comptar amb la producció a diverses cançons dels artistes Calvin Harris i Swedish House Mafia i els productors Max Martin i Oscar Holter. El disc serveix com a continuació directa del seu anterior àlbum, After Hours (2020), que va ser un èxit tant comercialment com crítica.
Dawn FM compta amb aparicions de Jim Carrey, Lil Wayne, Tyler, the Creator, Quincy Jones i Josh Safdie.

## Antecedents
The Weeknd portava parlant d'aquest àlbum desde mitjans del 2020, referint-se a ell amb el títol provisional de The Dawn, i el primer dia del 2022 va anunciar a les seves xarxes socials el seu possible pròxim llençament, confirmant el seu títol i data de publicació el tres de gener amb un tràiler d'àlbum. El cinc de gener va revelar la llista de cançons del disc mitjançant un altre tràiler.

## Recepció crítica
Dawn FM va rebre crítiques molt positives. Les revistes Rolling Stone, NME i The Guardian van assignar-li 4 estrelles sobre 5, amb la darrera dient que és "el seu àlbum més cohesiu fins al moment". Dani Blum de Pitchfork va donar al disc un puntuació de 8 sobre 10, considerant-lo el projecte "més reflexiu, melòdic i revelador de la seva carrera", "més ambiciós en so i abast", i "el disc més efectiu que ha publicat en anys". Michael Cragg de The Guardian el va definir comː
Musicalment, Dawn FM reflecteix la inquietud de Tesfaye, el seu brillantor electrònic trencat per moments de discòrdia, com quan la balada «Starry Eyes» es trontolla a la vora de la implosió. És un estat que sembla agradar a Tesfaye, amb resultats sovint sorprenents.
La revista Billboard va rebre positivament l'àlbum, i va nomenar «Less Than Zero» com el seu millor tema. Will Dukes de Rolling Stone va concloure la seva ressenya dientː "The Weeknd ha abandonat els seus antics refugis i és encara més lúcid. Aquesta sensació de claredat és profundament gratificant". Rhian Daly de NME va calificar l'àlbum de "brillant", establint que és "la seva col·lecció més madura i emocionalment robusta fins ara" i que "deixa entreveure un gran canvi personal" tot i que "musicalment no canvia tant les coses", explicant que "això no és gens dolent: l'àlbum és un creuer coherent i genial pel synth-pop fosc".

## Llista de cançons
| Núm.          | Títol                                         | Durada |
| ------------- | --------------------------------------------- | ------ |
| 1.            | «Dawn FM»                                     | 1:36   |
| 2.            | «Gasoline»                                    | 3:32   |
| 3.            | «How Do I Make You Love Me?»                  | 3:34   |
| 4.            | «Take My Breath»                              | 5:39   |
| 5.            | «Sacrifice»                                   | 3:09   |
| 6.            | «A Tale by Quincy»                            | 1:36   |
| 7.            | «Out of Time»                                 | 3:34   |
| 8.            | «Here We Go...Again» (amb Tyler, the Creator) | 3:30   |
| 9.            | «Best Friends»                                | 2:44   |
| 10.           | «Is There Someone Else?»                      | 3:19   |
| 11.           | «Starry Eyes»                                 | 2:28   |
| 12.           | «Every Angel Is Terrifying»                   | 2:47   |
| 13.           | «Don't Break My Heart»                        | 3:25   |
| 14.           | «I Heard You're Married» (amb Lil Wayne)      | 4:24   |
| 15.           | «Less than Zero»                              | 3:32   |
| 16.           | «Phantom Regret by Jim»                       | 3:00   |
| Durada total: | Durada total:                                 | 51:49  |